# Cis (matemàtiques)

cis is a mathematical notation defined by cis x = cos x + i sin x, where cos is the cosine function, i is the imaginary unit and sin is the sine function. x is the argument of the complex number (angle between line to point and x-axis in polar form). The notation is less commonly used in mathematics than Euler's formula, eix, which offers an even shorter notation for cos x + i sin x, but cis(x) is widely used as a name for this function in software libraries.

## Visió general
La notació cis és una abreviatura de la combinació de funcions a la part dreta de la fórmula d'Euler :
{\displaystyle e^{ix}=\cos x+i\sin x,}
on i2 = −1. Per tant,
{\displaystyle \operatorname {cis} x=\cos x+i\sin x,}
és a dir, " cis " és un acrònim de " Cos i Sin ".
Connecta funcions trigonomètriques amb funcions exponencials en el pla complex mitjançant la fórmula d'Euler. Mentre que el domini de la definició sol ser {\displaystyle x\in \mathbb {R} }, valors complexos {\displaystyle z\in \mathbb {C} } també són possibles:
{\displaystyle \operatorname {cis} z=\cos z+i\sin z,}
de manera que la funció cis es pot utilitzar per estendre la fórmula d'Euler a una versió complexa més general.
La funció s'utilitza principalment com a notació abreujada convenient per simplificar algunes expressions, per exemple en conjunció amb les transformades de Fourier i Hartley, o quan les funcions exponencials no haurien de s'utilitza per algun motiu en l'educació matemàtica.
En tecnologia de la informació, la funció veu suport dedicat a diverses biblioteques de matemàtiques d'alt rendiment (com ara la biblioteca de nucli matemàtic d'Intel (MKL) o MathCW), disponible per a molts compiladors i llenguatges de programació (incloent-hi C, C++, Common Lisp, D, Fortran, Haskell, Julia, i Rust) i sistemes operatius (inclosos Windows, Linux, macOS i HP-UX). Depenent de la plataforma, l'operació de fusió és aproximadament el doble de ràpida que cridar les funcions sinus i cosinus individualment.

## Història
La notació cis va ser encunyada per primera vegada per William Rowan Hamilton a Elements of Quaternions (1866) i posteriorment utilitzada per Irving Stringham (que també l'anomenava " sector de x ") en obres com Uniplanar Algebra (1893), James Harkness i Frank Morley a la seva Introducció a la teoria de les funcions analítiques (1898), o per George Ashley Campbell (que també s'hi referia com a "oscil·lació cisoïdal") a les seves obres. sobre línies de transmissió (1901) i integrals de Fourier (1928).

## Motivació
La notació cis s'utilitza de vegades per emfatitzar un mètode de visualització i tractament d'un problema sobre un altre. Les matemàtiques de la trigonometria i les exponencials estan relacionades però no són exactament iguals; La notació exponencial emfatitza el tot, mentre que les notacions cis x i cos x + i sin x subratllen les parts. Això pot ser retòricament útil per als matemàtics i els enginyers quan parlen d'aquesta funció i, a més, servir com a mnemotècnica (per cos + i sin).